# Hendrik Tjaard Obreen
Hendrik Tjaard Obreen (Heemstede, 6 november 1905 - Zaltbommel, 20 december 1992) was een  Nederlands jurist, historicus en archivaris. Hij werkte als historicus bij de Provinciale Archiefinspectie in Friesland. Voor zijn voor archiefinventarisaties en historische studies kreeg hij in 1970 de Dr. Joast Halbertsmapriis.

## Biografie
Obreen studeerde aanvankelijk rechten en vestigde zich in 1932 als advocaat en procureur in Amsterdam en later in Zaltbommel. Uit belangstelling ging hij geschiedenis en archiefkunde studeren. In maart 1950 werd hij benoemd als inspecteur van de archieven van gemeenten, waterschappen en veenpolders in Friesland. Hij promoveerde in 1956 aan de Universiteit Leiden op het proefschrift Dijkplicht en waterschappen aan Frieslands westkust. Obreen verzorgde veel archiefinventarissen met belangrijke inleidingsgeschriften in Friesland. In 1970 ontving hij de Dr. Joast Halbertsmapriis.

## Wetenswaardigheden
Obreen was net als Hanso Idzerda een vroege radiopionier. Hij speelde rollen in twee films van Nikolai van der Heyde: Angela (1973) en Help, de dokter verzuipt (1974).
Obreen  is de kleinzoon van Tjaard Anne Marius Albert van Andringa de Kempenaer, erfde en woonde van 1952 tot 1984 op het Buiten Harsta State. De naam Obreen is verbasterd en komt van het Ierse O'Brien. Zijn voorvader Daniel O'Brien, afkomstig uit Limerick, kwam in 1588 als militair met de hulptroepen van Leicester naar Nederland.

## Werken
- Dijkplicht en waterschappen aan Frieslands westkust (dissertatie, 1956)
- Westergo's IJsselmeerdijken (samen met M.P. van Buijtenen, 1956)
- Dokkum. Inventaris der archieven (1959)
- Dantumadeel. Inventaris der archieven (samen met H.F. Faber, 1961)
- Makkum en de westkust van Friesland (1965)
- Harlingen. Inventaris der archieven (1968)
- Franekeradeel. Inventaris der archieven (1971)
- Franeker. Inventaris der archieven (1974)

- CiNii: DA19840696
- Digitale Bibliotheek voor de Nederlandse Letteren: obre008
- Gemeinsame Normdatei: 1146136013
- International Standard Name Identifier: 0000 0001 1927 9396
- Library of Congress Control Number: no2011059997
- Nederlandse Thesaurus van Auteursnamen: 067630936
- Virtual International Authority File: 170508373
- WorldCat: E39PBJmdyghgKgMGPkPDtcCRKd